# William P. Holaday

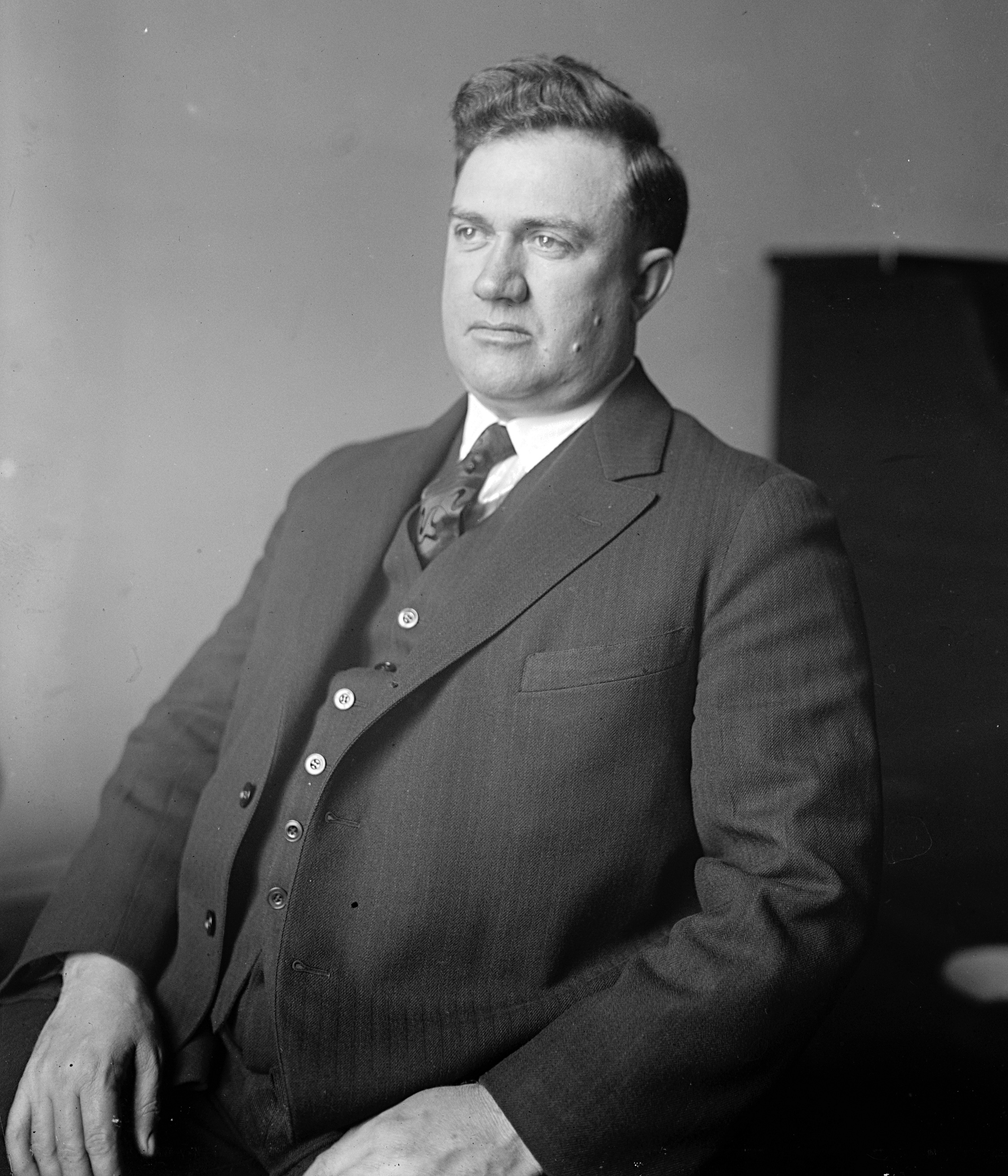
William P. Holaday

William Perry Holaday (* 14. Dezember 1882 bei Ridge Farm, Vermilion County, Illinois; † 29. Januar 1946 in Georgetown, Illinois) war ein US-amerikanischer Politiker. Zwischen 1923 und 1933 vertrat er den Bundesstaat Illinois im US-Repräsentantenhaus.

## Werdegang
William Holaday besuchte die öffentlichen Schulen seiner Heimat und danach die Vermilion Grove Academy sowie das Penn College in Oskaloosa (Iowa). Danach studierte er an der University of Missouri in Columbia. Nach einem anschließenden Jurastudium an der University of Illinois in Urbana und seiner 1905 erfolgten Zulassung als Rechtsanwalt begann er in Danville in diesem Beruf zu arbeiten. Zwischen 1905 und 1907 war er auch stellvertretender Staatsanwalt im Vermilion County. Gleichzeitig schlug er als Mitglied der Republikanischen Partei eine politische Laufbahn ein. Zwischen 1909 und 1923 saß er als Abgeordneter im Repräsentantenhaus von Illinois.
Bei den Kongresswahlen des Jahres 1922 wurde Holaday im 18. Wahlbezirk von Illinois in das US-Repräsentantenhaus in Washington, D.C. gewählt, wo er am 4. März 1923 die Nachfolge von Joseph Gurney Cannon antrat. Nach vier Wiederwahlen konnte er bis zum 3. März 1933 fünf Legislaturperioden im Kongress absolvieren. Im Jahr 1932 wurde er nicht bestätigt. Nach dem Ende seiner Zeit im US-Repräsentantenhaus praktizierte Holaday wieder als Anwalt in Danville. Er starb am 29. Januar 1946 in Georgetown, wo er auch beigesetzt wurde.